# Pologne aux Jeux olympiques d'été de 1932
L'équipe de Pologne olympique a remporté 7 médailles (2 en or, 1 en argent, 4 en bronze) lors de ces Jeux olympiques d'été de 1932 à Los Angeles, se situant à la 14e place des nations au tableau des médailles.L'athlète Janusz Ślązak est le porte-drapeau d'une délégation polonaise comptant 20 sportifs (17 hommes et 3 femmes).

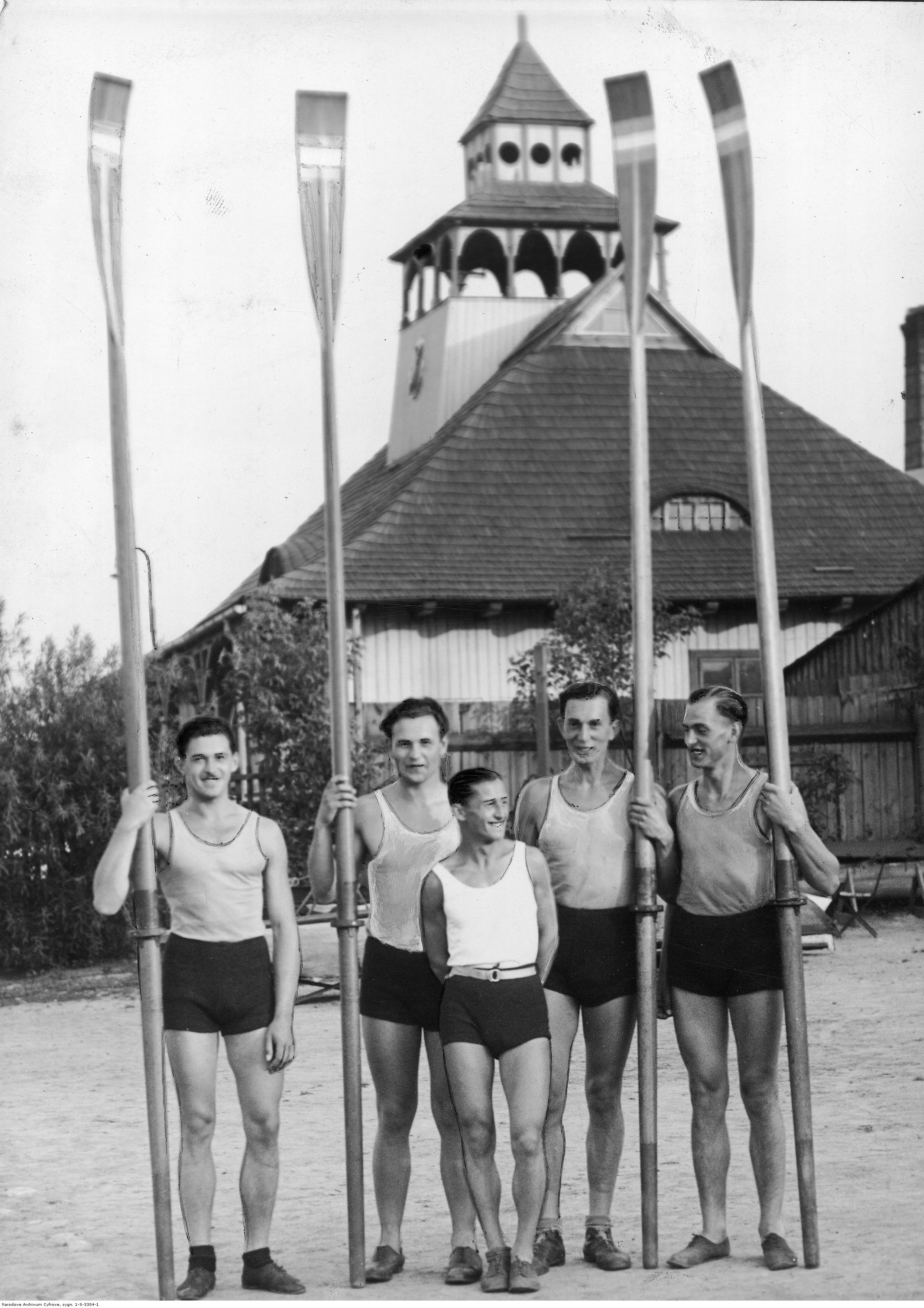
L'équipe du quatre avec barreur médaillée de bronze : Braun, Ślązak, Urban, Kobyliński, Skolimowski.

## Liste des médaillés polonais

### Médailles d'or
| Sport              | Discipline  | Sportifs               | Performance   |
| Médailles d'or : 2 |             |                        |               |
| Athlétisme         | 10 000m (H) | Janusz Kusociński      | 30 min 11 s 4 |
| Athlétisme         | 100 m (D)   | Stanisława Walasiewicz | 11 s 9        |

### Médaille d'argent
| Sport                 | Discipline                  | Sportifs                                              | Performance |
| Médaille d'argent : 1 |                             |                                                       |             |
| Aviron                | Deux de pointe avec barreur | Janusz Ślązak Jerzy Braun Jerzy Skolimowski (sportif) |             |

### Médailles de bronze
| Sport                   | Discipline              | Sportifs                                                                                           | Performance |
| Médailles de bronze : 4 |                         | |             |
| Athlétisme              | Disque (D)              | Jadwiga Wajs                                                                                       | 38,74 m     |
| Aviron                  | Deux de couple (H)      | Henryk Budziński Jan Mikołajczak                                                                   |             |
| Aviron                  | Quatre avec barreur (H) | Jerzy Braun Janusz Ślązak Stanisław Urban Edward Kobyliński Jerzy Skolimowski (sportif)            |             |
| Escrime                 | Sabre par équipe (H)    | Tadeusz Friedrich Marian Suski Władysław Dobrowolski Władysław Segda Adam Papée Leszek Lubicz-Nycz |             |

## Engagés polonais par sport

### Athlétisme
| Hommes | Femmes |
| --- | --- |
| 10 000 m - Janusz Kusociński médaille d'or Disque - Zygmunt Heljasz, 13e Poids - Zygmunt Heljasz, 9e Saut en Hauteur - Jerzy Pławczyk 7e Décathlon - Zygmunt Siedlecki | 100 m - Stanisława Walasiewicz médaille d'or 80 m haies - Felicja Schabińska Disque - Jadwiga Wajs médaille de bronze - Stanisława Walasiewicz, 6e |

### Aviron
Hommes
| Athlète                                                                       | Compétition                   | Séries        | Séries  | Repêchage | Repêchage | Finale        | Finale |
| Athlète                                                                       | Compétition                   | Temps         | Rang    | Temps     | Rang      | Temps         | Rang   |
| ----------------------------------------------------------------------------- | ----------------------------- | ------------- | ------- | --------- | --------- | ------------- | ------ |
| Henryk Budziński Jan Mikołajczak                                              | Deux de couple                | 7 min 53 s 40 | 1er (Q) | NC        | NC        | 8 min 08 s 20 | 3e ()  |
| Janusz Ślązak Jerzy Braun Jerzy Skolimowski                                   | Deux de pointe avec barreur   | NC            | NC      | NC        | NC        | 8 min 31 s 21 | 2e ()  |
| Jerzy Braun Janusz Ślązak Stanisław Urban Edward Kobyliński Jerzy Skolimowski | Quatre de pointe avec barreur | 7 min 04 s 20 | 1er (Q) | NC        | NC        | 7 min 28 s 80 | 3e ()  |

### Escrime
| Hommes |
| --- |
| Sabre individuel - Leszek Lubicz-Nycz - Adam Papée - Władysław Segda Sabre par équipe - Tadeusz Friedrich, Marian Suski,Władysław Dobrowolski, Władysław Segda, Adam Papée, Leszek Lubicz-Nycz, médaille de bronze |